# Маметов, Базарбай
База́рбай Маме́тов (каз. Базарбай Мәметұлы; 20 мая 1888 — 1946) — казахский юрист, общественно-политический деятель. Один из лидеров партии Алаш и движения Алаш-Орда в Семиречье. Активный участник казахского национально-освободительного движения.

## Биография
В 1911 году окончил мужскую гимназию г. Верный (ныне г. Алма-Ата), в 1917 году — юридический факультет Казанского императорского университета. Во время учёбы в университете занимался также и общественной работой.
После Февральской революции 1917 года — активный участник Алашского движения. В июле 1917 года участвовал в работе первого Общекиргизского Всеказахского) съезда Алаш-Орды, проходившем в Оренбурге, где был избран делегатом от Семиречья во Всероссийское учредительное собрание, а также, представителем во Всероссийский совет мусульман (Шоро-и-Ислам). После съезда активно помогал созданию местных организаций партии «Алаш».
В том же году, в декабре участвовал во втором Всеказахском съезде Алаш-Орды. Вошёл в состав членов Правительства — Национального совета не по областным квотам, а как представитель казахского народа, что говорит о его большом авторитете среди населения и коллег по партии.
В годы гражданской войны принимал активное участие в формировании вооружённых отрядов — I Алашского полка, а также военных отрядов в Семиречье для защиты казахского населения от белых и красных отрядов.
Вместе с С. Аманжоловым (также членом правительства Алаш-Орды) создал ряд комитетов помощи малоимущим и голодающим жителям Семиречья.
Принимал участие в работе II Семиреченского областного съезда Алаш-Орды, на котором был избран в состав его совета. Он вместе с Ибраимом Джайнаковым опубликовал на страницах журнала «Абай» статью о расправах, творимых казаками в казахских аулах, а также о героической гибели командира отрядов Алашской милиции Отыншы Альжанова.
После захвата Семиречья большевиками, лидеры Семиреченской Алаш-Орды перебазировались в г. Шауешек (ныне Синьцзян-Уйгурский автономный район КНР).
После установления Советской власти подвергается репрессиям, в 1928 году был арестован. В 1931 году вместе со своей семьей жил в ссылке в Саратове. Занимался хозяйственной деятельностью в Каракалпакии, Джамбуле и Талды-Кургане.
Умер в 1946 году.